# Gnidia (Cosmetidae)
Gnidia is een geslacht van hooiwagens uit de familie Cosmetidae.
De wetenschappelijke naam Gnidia werd in 1839 voor het eerst geldig gepubliceerd door Carl Ludwig Koch. 

## Soorten
Gnidia omvat de volgende 2 soorten:
- Gnidia bipunctata
- Gnidia holmbergi